# جون كرو رانسوم
جون كرو رانسوم (بالإنجليزية: John Crowe Ransom)‏ (و. 1888 – 1974 م) هو شاعر، ومقالاتي، وكاتب، وناقد أدبي من الولايات المتحدة الأمريكية . ولد في بولاسكي .
وهو عضو في الأكاديمية الأمريكية للفنون والآداب، والأكاديمية الأمريكية للفنون والعلوم .
توفي في مقاطعة ناقس، أوهايو .

## التعليم
تعلم في كنيسة المسيح، أكسفورد، في تخصص أدب كلاسيكي، وتحصل منها على ماجستير في الآداب (1910–1913)، وجامعة فاندربيلت، وتحصل منها على بكالوريوس في الفنون، وجامعة أوكسفورد

## مناصب وهيئات
أدار كلية كينيون ، وجامعة فاندربيلت.

## جوائز وترشيحات
حصل على جوائز منها:
- Emerson-Thoreau Medal (1968)
- National Book Award for Poetry (1964)
- Bollingen Prize (1950)[19]
- زمالة غوغنهايم.

ترشح لـ:
- National Book Award for Poetry (1964).

## روابط خارجية
- جون كرو رانسوم على موقع الموسوعة البريطانية (الإنجليزية)
- جون كرو رانسوم على موقع إن إن دي بي (الإنجليزية)